# Anomala minahassae
Anomala minahassae är en skalbaggsart som beskrevs av Ohaus 1916. Anomala minahassae ingår i släktet Anomala och familjen Rutelidae. Inga underarter finns listade i Catalogue of Life.